# Monument aux morts d'Aix-les-Bains
Le monument aux morts d'Aix-les-Bains est un monument aux morts dédié aux victimes de la Première Guerre mondiale situé au centre-ville d'Aix-les-Bains en Savoie,.

## Présentation

### Historique
À la suite de la Première Guerre mondiale, la ville d'Aix-les-Bains eut l'intention d'apposer une plaque commémorative. Cependant, avec la loi d'octobre 1919 sur l’édification de monuments aux morts, la ville envisagea dès lors un autre projet plus important. 
Par délibération du conseil municipal du 1er août 1921, la municipalité reprend le projet d'édification après un concours rejeté sur la création du monument. Par la suite, le sculpteur Alfred Boucher fut retenu avec son projet lors d'un nouveau concours. Il fit par ailleurs appel à Carmelino Boscetto, un entrepreneur. 
Le monument fut inauguré, non pas dans le parc floral des Thermes comme prévu initialement mais à son emplacement actuel, c'est-à-dire le square du Gigot, aujourd’hui baptisé square Alfred Boucher, en l'honneur de son créateur.
Le bâtiment fut restauré en 1964 par Grégoire Santhas, puis en 2006 et enfin en 2014.
Le monument aux morts est inscrit au titre des monuments historiques le 24 mai 2019,. Il fait partie d'un ensemble de 40 monuments aux morts de la région Auvergne-Rhône-Alpes protégés à cette date pour leur valeur architecturale, artistique ou historique avec également le monument à l'Alsace et à la Lorraine du même sculpteur situé dans une arrière-cour d'Aix-les-Bains.